# Пазители на Галактиката
„Пазители на Галактиката“ (на английски: Guardians of the Galaxy) е американски филм от 2014 г. за едноименния екип от супергерои на Марвел Комикс. Филмът е десетият подред в Киновселената на Марвел и си има продължение – „Пазителите на Галактиката: Втора част“ през 2017 г.

## Резюме
Дръзкият авантюрист, Питър Куил / Звездният повелител, намира себе си като обект на ловци на глави, след като открадва мистериозната сфера, искана от Ронан – могъщ космически терорист, с амбиции които заплашват цялата вселена. За да избяга от настоятелния Ронан, Куил сключва немирен съюз с квартет от отчаяни особняци – енотът, любител на оръжия Рокет; дърво-подобен хуманоид Грут; смъртоносната и енигматична Гамора и търсещият отмъщение Дракс. Но след като Куил открива истинската сила на сферата и заплахата която представлява за космоса, той трябва да води своите съюзници (които за някои са изметът на обществото) в една последна и отчаяна съпротива – със съдбата на Галактиката висяща на косъм.

## Актьорски състав
| Актьор            | Роля                            |
| ----------------- | ------------------------------- |
| Крис Прат         | Питър Куил / Звездния повелител |
| Зоуи Салдана      | Гамора                          |
| Дейв Батиста      | Дракс Разрушителя               |
| Брадли Купър      | Ракета (глас)                   |
| Вин Дизел         | Грут (глас)                     |
| Лий Пейс          | Ронан Обвинителят               |
| Майкъл Рукър      | Йонду Удонта                    |
| Карън Гилън       | Небюла                          |
| Джимон Хонсу      | Корат Преследвача               |
| Джон Райли        | Роман Дей                       |
| Питър Серафиновиц | Гартан Саал                     |
| Глен Клоуз        | Ирани Раел                      |
| Джош Бролин       | Танос                           |
| Алексис Денисоф   | Другия                          |
| Бенисио дел Торо  | Танилир Тиван / Колекционера    |
| Офелия Ловибонд   | Карина                          |
| Шон Гън           | Краглин                         |
| Сет Грийн         | Патока Хауърд                   |
| Кучето Фред       | Козмо                           |
| Грег Хенри        | Джейсън Куил                    |
| Стан Лий          | Зандарски плейбой               |

## Саундтрак
| 1.    | Hooked on a Feeling            | Blue Swede                | 2:52 |
| 2.    | Go All the Way                 | Raspberries               | 3:21 |
| 3.    | Spirit in the Sky              | Норман Грийнбаум          | 4:02 |
| 4.    | Moonage Daydream               | Дейвид Боуи               | 4:41 |
| 5.    | Fooled Around and Fell in Love | Елвин Бишъп               | 4:35 |
| 6.    | I'm Not in Love                | 10cc                      | 6:03 |
| 7.    | I Want You Back                | The Jackson 5             | 2:58 |
| 8.    | Come and Get Your Love         | Redbone                   | 3:26 |
| 9.    | Cherry Bomb                    | The Runaways              | 2:17 |
| 10.   | Escape (The Piña Colada Song)  | Рупърт Холмс              | 4:37 |
| 11.   | O-o-h Child                    | Five Stairsteps           | 3:13 |
| 12.   | Ain't No Mountain High Enough  | Марвин Гей and Тами Терел | 2:29 |
| 44:35 |                                |                           |      |

## Награди и номинации
| Категория                                    | Номиниран(и)                                 | Резултат                    |
| Оскар (22 февруари 2015 г.)                  | Оскар (22 февруари 2015 г.)                  | Оскар (22 февруари 2015 г.) |
| -------------------------------------------- | -------------------------------------------- | --------------------------- |
| Най-добри визуални ефекти                    | Най-добри визуални ефекти                    | номинация                   |
| Най-добър грим и прически                    | Най-добър грим и прически                    | номинация                   |
| Награда на БАФТА (8 февруари 2015 г.)        |                                              |                             |
| Най-добри визуални ефекти                    | Най-добри визуални ефекти                    | номинация                   |
| Най-добър грим и прически                    | Най-добър грим и прически                    | номинация                   |
| Сателит (15 февруари 2015 г.)                |                                              |                             |
| Най-добри визуални ефекти                    | Най-добри визуални ефекти                    | номинация                   |
| Хюго                                         |                                              |                             |
| Най-добро сценично представяне (дълга форма) | Най-добро сценично представяне (дълга форма) | награда                     |
| Бредбъри                                     |                                              |                             |
|                                              | Джеймс Гън и Никол Пърлман                   | награда                     |
| Сатурн (25 юни 2015 г.)                      |                                              |                             |
| Най-добър филм по комикс                     | Най-добър филм по комикс                     | награда                     |
| Най-добър грим                               | Най-добър грим                               | награда                     |
| Най-добър актьор                             | Крис Прат                                    | награда                     |
| Най-добър режисьор                           | Джеймс Гън                                   | награда                     |
| Най-добри специални ефекти                   | Най-добри специални ефекти                   | номинация                   |
| Най-добър монтаж                             | Най-добър монтаж                             | номинация                   |
| Най-добри декори                             | Най-добри декори                             | номинация                   |
| Най-добри костюми                            | Най-добри костюми                            | номинация                   |
| Най-добър сценарий                           | Джеймс Гън и Никол Пърлман                   | номинация                   |
| Емпайър (29 март 2015 г.)                    |                                              |                             |
| Най-добър женски дебют                       | Карън Гилън                                  | награда                     |
| Най-добър научнофантастичен или фентъзи филм | Най-добър научнофантастичен или фентъзи филм | номинация                   |

## В България
В България филмът е излъчен на 8 Март 2018 г. по Нова телевизия с български войсоувър дублаж на Нова Броудкастинг Груп. Екипът се състои от:
| Озвучаващи артисти  | Николай Николов Христо Узунов Димитър Иванчев Стефан Сърчаджиев-Съра Даниела Йорданова Христина Ибришимова |
| Тонрежисьор         | Захари Генчев                                                                                              |
| Режисьор на дублажа | Димитър Кръстев                                                                                            |

През 2016 г., филмът е излъчен на 20 Ноември 2016 г. по Фокс с български войсоувър дублаж на Доли Медия Студио. Екипът се състои от:
| Преводач            | Надя Жекова                                                                                |
| Озвучаващи артисти  | Ани Василева Йорданка Илова Любомир Младенов Калин Сърменов Илиян Пенев Веселин Калановски |
| Тонрежисьор         | Мартин Николов                                                                             |
| Режисьор на дублажа | Таня Димитрова                                                                             |